# Apis mellifera anatoliaca
Apis mellifera anatoliaca este o subspecie din Turcia a albinei melifere europene (Apis mellifera).